# فهرست شهرهای کردستان عراق

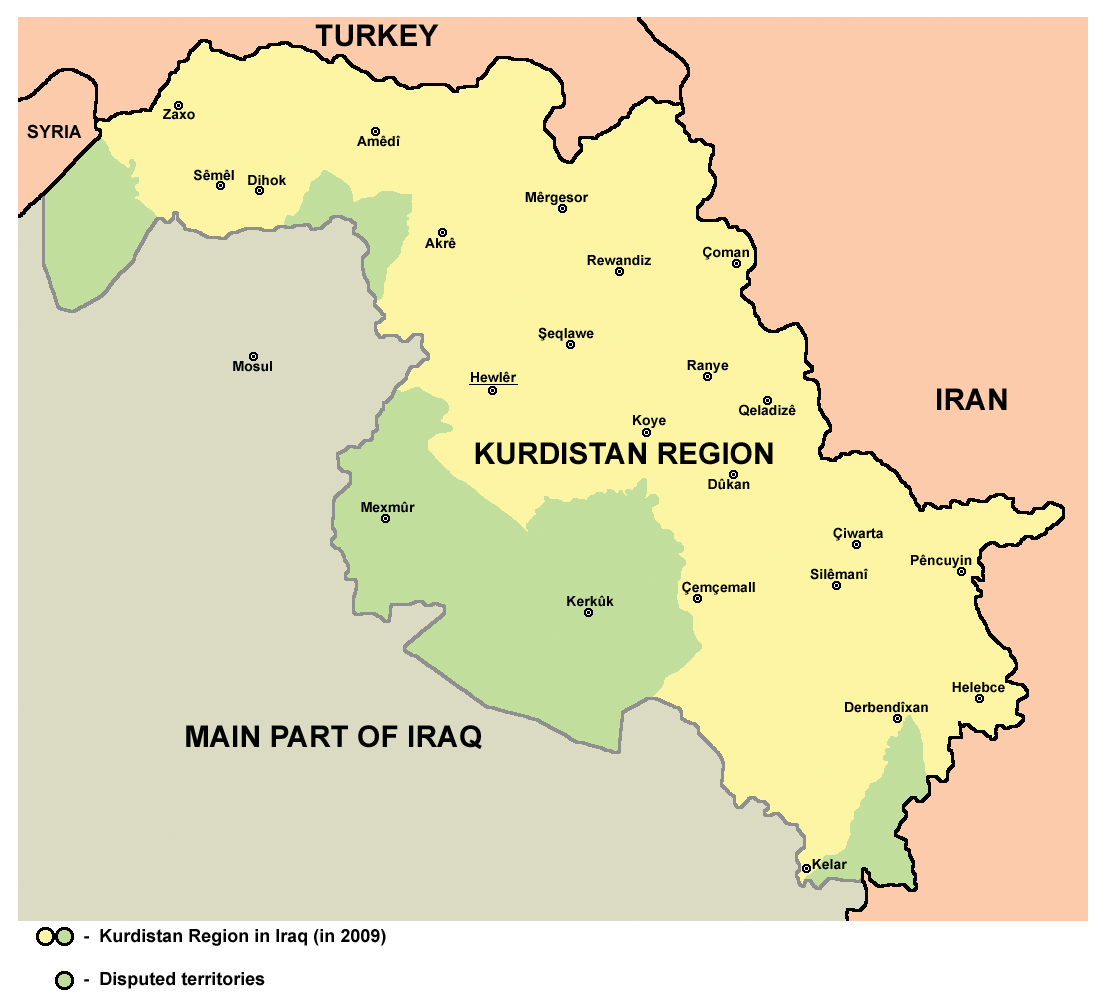

فهرست شهرهای کردستان عراق:
- ابراهیم خلیل
- اربیل
- آمیدی
- بازیان
- بجیل
- برزنجه
- بنسلاوه‌
- بیاره
- پرده‌
- پنجوین
- پیرمام
- چمچمال
- چومان
- حاجی حمران
- حریر‌
- حلبچه‌
- خانقین
- خلیفان (اربیل)‌
- خبات
- دهوک
- دوبز
- دیانا
- دینارته‌
- رواندز
- زاخو
- سرسنگ
- سلیمانیه
- سنجار
- سوران‌
- سیدکان
- سیمل
- شقلاوه‌
- عقره (ئاکری)
- قلعه‌دزه (قه‌لادزی‌)
- کرکوک
- کفری
- کلار
- کویسنجق (کویه‌)
- جزیره رازون‌
- مخمور، چالدران
- مندلی
- میرگه‌سور

## منبع
- مشارکت‌کنندگان ویکی‌پدیا. «Cities». در دانشنامهٔ ویکی‌پدیای انگلیسی، بازبینی‌شده در ۲۲ فوریه ۲۰۱۴.